# Tundra della penisola di Kola
La tundra della penisola di Kola è un'ecoregione terrestre dell'ecozona paleartica appartenente al bioma della tundra (codice ecoregione: PA1106) che si sviluppa per circa 58800 km² nel nord della penisola di Kola. Forma, insieme alle praterie e foreste montane di betulle scandinave, la regione denominata taiga e tundra alpina finno-scandinava, inclusa nella lista Global 200.
Lo stato di conservazione è considerato in pericolo critico.

## Territorio
L'ecoregione si sviluppa lungo il bordo nord-ovest della Fennoscandia, di fronte al Mare di Barents, occupando la parte settentrionale della penisola di Kola ed estendensosi verso nord-est nella contea norvegese di Finnmark. Il territorio è attraversato da numerosi fiumi che sfociano nel Mare di Barents e nel Mar Bianco e da svariati laghi che segnano la tundra. Il clima è freddo e ventoso, tuttavia, nonostante la regione sia al di sopra del circolo polare artico, la temperatura è meno fredda di quella delle corrispondenti regioni continentali per l'influsso della corrente del Golfo.

## Flora
Il clima della regione ostacola la crescita della maggior parte degli alberi. Pertanto la flora è costituita principalmente da muschi, licheni e pochi arbusti. Fra questi la betulla nana (Betula nana) e il camemoro (Rubus chamaemorus).

## Fauna
Il mammifero più significativo della regione è la renna (Rangifer tarandus), che migra in inverno nelle zone più a sud della foresta boreale e ritorna a primavera nella tundra dove nascono i vitelli. Un altro mammifero importante è l'orso polare (Ursus maritimus), che è una specie minacciata. Altri mammiferi sono la volpe artica (Vulpes lagopus) e la volpe rossa (V. vulpes), l'orso bruno (Ursus arctos), l'ermellino (Mustela erminea), il toporagno comune (Sorex araneus), la martora (Martes martes) e l'alce (Alces alces). L'unica specie di anfibio presente nella regione è la rana alpina (Rana temporaria), e anche per i rettili si ha solo la lucertola vivipara (Zootoca vivipara).

## Conservazione

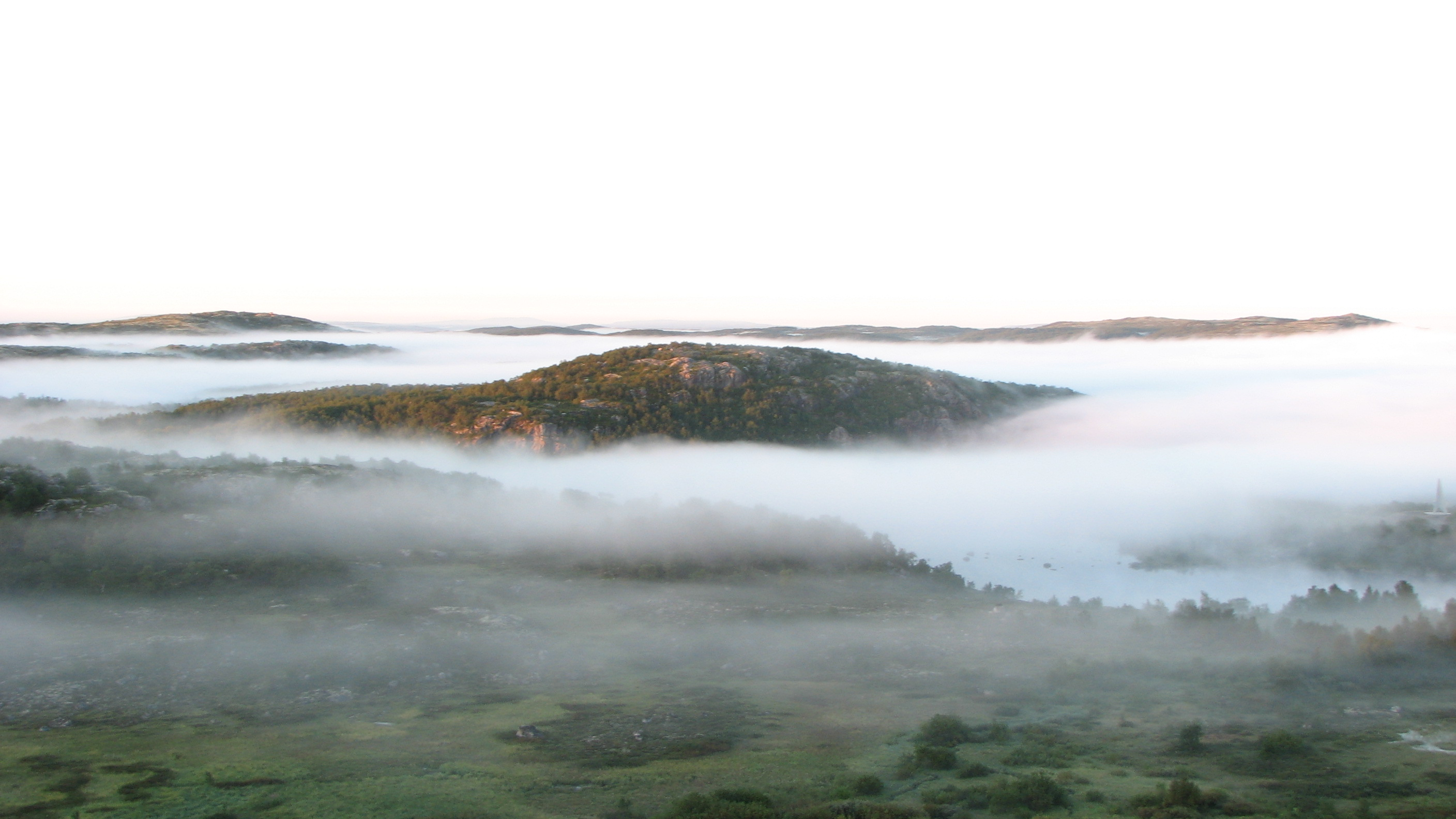
Nebbia su alcuni rilievi nella regione a Snežnogorsk, Russia

Lo stato di conservazione è in pericolo critico. Le maggiori minacce all'ambiente derivano dalle conseguenze della massiccia industrializzazione operata al tempo dell'Unione Sovietica, che ha comportato inquinamento delle acque, contaminazione del suolo e inquinamento atmosferico. Inoltre, a causa della presenza nella regione di numerose basi militari della Flotta russa del Nord, la regione ha una notevole concentrazione di armi e reattori nucleari navali. Si calcola che vi siano circa 137 reattori attivi e 140 reattori nucleari dismesse o inattivi, ma presenti sul territorio.